# Mōka

Mōka (真岡市 Mōka-shi?), uneori Moka sau Mooka, este un municipiu din Japonia, prefectura Tochigi.